# Dinotrema interjactum
Dinotrema interjactum är en stekelart som beskrevs av Papp 2005. Dinotrema interjactum ingår i släktet Dinotrema och familjen bracksteklar. Inga underarter finns listade i Catalogue of Life.